# Luangnamtha tartomány
Luangnamtha (nemzetközi alakban Louang Namtha) Laosz egyik tartománya az ország északi részén. 1966-tól 1976-ig a tartomány neve Huakhong volt.

## Közigazgatás
A tartomány területe a következő körzetekre oszlik:
1. Long (3-03)
2. Nale (3-05)
3. Namtha (3-01)
4. Sing (3-02)
5. Viangphoukha (3-04)